# Celeste Cid
Pour les articles homonymes, voir Cid.
Celeste Cid , née le 19 janvier 1984 à Buenos Aires, est une actrice argentine.

## Filmographie
Actrice
- 1997-1998 : Chiquititas (série télévisée) : Bárbara 'Barbarita'
- 1999-2000 : Verano del '98 (série télévisée) : Yoko Vázquez
- 2001 : Enamorarte (série télévisée) : Celeste 'Cele' Serrano
- 2002 : Franco Buenaventura, el profe (série télévisée) : Carolina Peña
- 2003 : Resistiré (es) (série télévisée) : Julia Malaguer Podestá
- 2004 : Locas de amor (mini-série) : Zara
- 2004 : El Deseo (série télévisée) : Cartonera
- 2005 : Botines (mini-série) : Jazmín
- 2005 : Ambiciones (série télévisée)
- 2005 : Conflictos en red (mini-série) : Florencia
- 2007 : Mujeres elefante (téléfilm)
- 2007 : Televisión por la identidad (mini-série) : Julia
- 2006-2008 : Mujeres asesinas (mini-série) : Victoria / Ramona / Cecilia / ...
- 2008 : Motivos para no enamorarse : Clara
- 2008 : Oportunidades (téléfilm) : Nora
- 2010 : Para vestir santos (es) (mini-série) : Malena San Juan
- 2010 : Eva y Lola : Eva
- 2012 : El amigo alemán : Sulamit Löwenstein
- 2012 : Sos mi hombre (série télévisée) : Camila Garay
- 2014 : La parte ausente : Lucrecia
- 2014 : Aire libre : Lucía
- 2014 : Viudas e hijos del rock and roll (es) (série télévisée) : Vera Santororo
- 2018-2019 : Las Estrellas (série télévisée) : Virginia Estrella
- 2020 : Separadas (série télévisée) : Martina Rivero

Réalisatrice
- 2008 : Limbo (court métrage)

Scénariste
- 2008 : Limbo (court métrage)